# Армагедон (2002)
Армагедон (на английски: Armageddon) е третото годишно pay-per-view събитие от поредицата Армагедон, продуцирано от Световната федерация по кеч (WWE). Събитието се провежда на 15 декември 2002 г. в Сънрайз, Флорида.

## Обща информация
Главният мач от Първична сила е мач три фази на ада за Световната титла в тежка категория между шампиона Шон Майкълс и Трите Хикса. Първият мач е уличен бой, който Трите Хикса печели след Педигри. Вторият мач е мач в стоманена клетка, който Майкълс печели. Третият и последен мач е мач със стълби, който Трите Хикса печели, а с това и титлата. Главен мач за Разбиване е Грамадата срещу Кърт Енгъл за Титлата на WWE. Енгъл печели мача и Титлата на WWE, след намесата на Брок Леснар.

## Резултати
| №                                         | Резултати | Правила | Време |
| ----------------------------------------- | --- | --- | ----- |
| 1                                         | Букър Ти и Златен прах побеждават Крис Джерико и Крисчън (ш), Дъдли бойз (Бъба Рей Дъдли и Дивон Дъдли) и Ланс Сторм и Уилям Ригъл | Елиминационен мач фатална четворка за Световните отборни титли | 16:43 |
| 2                                         | Острието поб. A-Трейн чрез дисквалификация                                                                                         | Индивидуален мач | 7:12  |
| 3                                         | Крис Беноа поб. Еди Гереро чрез предаване                                                                                          | Индивидуален мач | 16:47 |
| 4                                         | Батиста (с Рик Флеър) поб. Кейн | Индивидуален мач | 6:38  |
| 5                                         | Виктория (ш) поб. Жаклин и Триш Стратъс                                                                                            | Мач тройна заплаха за Титлата при жените на WWE | 4:28  |
| 6                                         | Кърт Енгъл поб. Грамадата (ш) (с Пол Хеймън)                                                                                       | Индивидуален мач за Титлата на WWE | 12:36 |
| 7                                         | Трите Хикса поб. Шон Майкълс (ш) 2–1                                                                                               | Мач три фази на ада за Световната титла в тежка категория - Фаза 1: Уличен бой (спечелен от Трите Хикса) - Фаза 2: Мач в Стоманена клетка (спечелен от Майкълс) - Фаза 3: Мач със стълби (спечелен от Трите Хикса) | 38:35 |
| - (ш) – указва шампиона/шампионите в мача | | |       |